# فلاي يتي
فلاي يتي (بالنيبالية: फ्लाइयति)، اسم موقعها flyyeti.com) هي شركة طيران منخفضة التكلفة كانت تتمركز في كاتماندو، نيبال. وكانت شركة محاصة بين الخطوط النيبالية Yeti Airlines والعربية للطيران. علقت شركة الطيران جميع رحلاتها الجوية في 16 يوليو 2008 بسبب عدم اليقين السياسي. كان شعار الشركة ادفع أقل، حلق أكثر.

## التاريخ
تأسست فلاي يتي في عام 2007 كانت وقتها أول شركة طيران منخفضة التكلفة في نيبال وبدأت عملياتها في 20 يناير 2008. قالت الشركة الأم العربية للطيران أن فلاي يتي بها إشغال مرتفع، لكن أوقفت الشركة عملياتها في 16 يوليو 2008 بسبب عدم اليقين السياسي في نيبال.

## الوجهات
كانت الشركة تطير إلى هذه الوجهات وقت إلغاء عملياتها:
| الدولة                   | المدينة   | المطار                 | ملاحظات        | مراجع |
| ------------------------ | --------- | ---------------------- | -------------- | ----- |
| ماليزيا                  | كولالمبور | مطار كوالالمبور الدولي |                |       |
| نيبال                    | كاتماندو  | مطار تريبوفان الدولي   | محور خطوط جوية |       |
| قطر                      | الدوحة    | مطار الدوحة الدولي     |                | [ 8 ] |
| الإمارات العربية المتحدة | دبي       | مطار دبي الدولي        |                |       |
| الإمارات العربية المتحدة | الشارقة   | مطار الشارقة الدولي    |                |       |

كما خططت الشركة للطيران إلى بانكوك ودلهي وهونغ كونغ.

## الأسطول

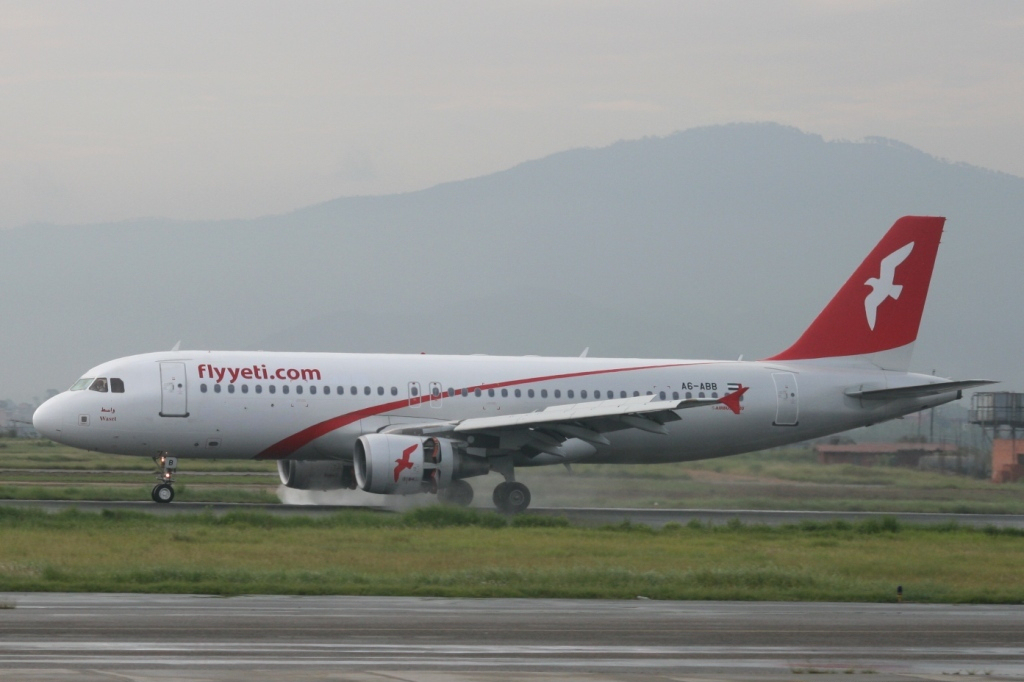
طائرة إيرباص إيه 320 تابعة للشركة في مطار تريبوفان الدولي (يونيو 2008)

كانت الشركة تشغل الطائرات التالية قبل الإلغاء:
| بوينغ 737 الجيل القادم | 1 | 146 |  |  |  |  |
| إيرباص إيه 320         | 1 | 162 |  |  |  |  |
| المجموعة               | 2 |     |  |  |  |  |

## روابط خارجية
- الموقع الرسمي
 via واي باك مشين´